# Oh my pumpkin!
「Oh my pumpkin!」（オーマイパンプキン）は、日本の女性アイドルグループ・AKB48の楽曲。作詞は秋元康、作曲は浦島健太と新Qが担当した。2025年8月13日にAKB48のメジャー66作目であり20周年イヤーの第二弾となるシングルとしてユニバーサル ミュージック（EMI Records）から発売された。楽曲のセンターポジションは小栗有以が務めた。

## 背景とリリース
前作『まさかのConfession』から約4か月ぶりとなるシングル。
初回限定盤および通常盤、Official Shop盤の3形態で発売された。
タイトルのmy pumpkinとは「私の愛しい人」を意味する。
2025年5月31日に幕張メッセで行われた『まさかのConfession』発売記念イベント東京握手会において、選抜メンバーの22名とセンターを小栗有以が務めることが発表された。今作では、AKB48結成20周年記念シングルとしてOGメンバー4名と海外姉妹グループから各1名ずつ計7名も参加する。表題曲にOGが参加するのは、10周年記念シングルの『君はメロディー』以来9年5か月ぶり。海外姉妹グループのメンバーが参加するのは初めてである。小栗がシングル表題曲のセンターを務めるのは、『アイドルなんかじゃなかったら』以来4作（1年11か月）ぶり3回目となる。
選抜メンバーが22名となるのは『ジワるDAYS』以来11作（6年5か月）ぶり。AKB48現役メンバーでは新井彩永が初選抜された。海外姉妹グループからはシャニア・グラシア (JKT48)、フープ  (BNK48)、シージェイ (MNL48)、桂楚楚 (AKB48 Team SH)、林于馨 (AKB48 Team TP)、ルッケード (CGM48)、イーシャン (KLP48) が初選抜された。前作の選抜メンバーのうち大盛真歩、坂川陽香、平田侑希、水島美結、山﨑空と6月に卒業した村山彩希の6名は選抜から外れた。
デジタル配信限定でSpecial Editionとして、OGおよび海外姉妹グループメンバーの代わりにAKB48の現役メンバー11名を加えたAKB48 members ver.が配信されている。
海外姉妹グループごとに各国語でのバージョンもリリースされている。
2025年7月19日に放送されたTBS系『音楽の日2025』において、初披露された。

## アートワーク
| 初回限定盤      | 秋山由奈、伊藤百花、小栗有以、小嶋陽菜、指原莉乃、佐藤綺星、高橋みなみ、前田敦子、八木愛月     |
| 通常盤          | 倉野尾成美、シャニア・グラシア、シージェイ、高橋みなみ、フープ、前田敦子、山内瑞葵、ルッケード |
| Official Shop盤 | 新井彩永、イーシャン、桂楚楚、小嶋陽菜、指原莉乃、千葉恵里、花田藍衣、向井地美音、林于馨       |

## シングル収録トラック

### 初回限定盤
| #         | タイトル                                  | 作詞      | 作曲                                 | 編曲                    | 時間  |
| --------- | ----------------------------------------- | --------- | ------------------------------------ | ----------------------- | ----- |
| 1.        | 「Oh my pumpkin!」                        | 秋元康    | 浦島健太、新Q                        | 新Q                     | 5:02  |
| 2.        | 「意思の大木」(Under Girls)               | 秋元康    | 柳沢英樹                             | 柳沢英樹                | 4:20  |
| 3.        | 「アイドルだよ、人生は…」                 | 秋元康    | TAKAROT、Shoma Yamamoto、Funk Uchino | TAKAROT、Shoma Yamamoto | 3:56  |
| 4.        | 「Oh my pumpkin!（Instrumental）」        |           | 浦島健太、新Q                        | 新Q                     | 5:02  |
| 5.        | 「意思の大木（Instrumental）」            |           | 柳沢英樹                             | 柳沢英樹                | 4:20  |
| 6.        | 「アイドルだよ、人生は…（Instrumental）」 |           | TAKAROT、Shoma Yamamoto、Funk Uchino | TAKAROT、Shoma Yamamoto | 3:56  |
| 合計時間: | 合計時間:                                 | 合計時間: | 合計時間:                            | 合計時間:               | 26:36 |

| #  | タイトル               | 作詞 | 作曲・編曲 |
| -- | ---------------------- | ---- | ---------- |
| 1. | 「Skipping stone」     |      |            |
| 2. | 「晴れ渡る」           |      |            |
| 3. | 「タイムマシン不要論」 |      |            |
| 4. | 「まさかのConfession」 |      |            |
| 5. | 「桜の花びらたち2025」 |      |            |
| 6. | 「ゆいりー」           |      |            |
| 7. | 「少女たちよ」         |      |            |

### 通常盤 / Official Shop盤
| #         | タイトル                                       | 作詞      | 作曲          | 編曲      | 時間  |
| --------- | ---------------------------------------------- | --------- | ------------- | --------- | ----- |
| 1.        | 「Oh my pumpkin!」                             | 秋元康    | 浦島健太、新Q | 新Q       | 5:02  |
| 2.        | 「意思の大木」(Under Girls)                    | 秋元康    | 柳沢英樹      | 柳沢英樹  | 4:20  |
| 3.        | 「スマホ、見てる場合じゃない」                 | 秋元康    | ナスカ        | Stella    | 4:25  |
| 4.        | 「Oh my pumpkin!（Instrumental）」             |           | 浦島健太、新Q | 新Q       | 5:02  |
| 5.        | 「意思の大木（Instrumental）」                 |           | 柳沢英樹      | 柳沢英樹  | 4:20  |
| 6.        | 「スマホ、見てる場合じゃない（Instrumental）」 |           | ナスカ        | Stella    | 4:25  |
| 合計時間: | 合計時間:                                      | 合計時間: | 合計時間:     | 合計時間: | 27:34 |

## 選抜メンバー
AKB48現役メンバー
- 秋山由奈
- 新井彩永
- 伊藤百花
- 小栗有以
- 倉野尾成美
- 佐藤綺星
- 千葉恵里
- 花田藍衣
- 向井地美音
- 八木愛月
- 山内瑞葵

AKB48 OGメンバー
- 小嶋陽菜
- 指原莉乃
- 高橋みなみ
- 前田敦子

海外姉妹グループメンバー
- シャニア・グラシア(JKT48)
- フープ(BNK48)
- シージェイ(MNL48)
- 桂楚楚(AKB48 Team SH)
- 林于馨(AKB48 Team TP)
- ルッケード(CGM48)
- イーシャン(KLP48)